# José Bullejos Sánchez
José Bullejos Sánchez (Romilla, província de Granada, 7 de desembre de 1899 - Mèxic, maig de 1975) fou un polític comunista espanyol.

## Biografia
Des de molt jove va formar part de moviments sindicalistes. Treballava de carter, des del 1917 es va unir al moviment sindical socialista a Biscaia i en 1919 va fundar la Junta de Defensa de Telègrafs durant la vaga de 1918-1919. Poc després va ingressar en el Partit Comunista d'Espanya i va ser elegit president del Sindicat Miner de Biscaia. En 1925, va ser escollit secretari general del PCE en substitució de César Rodríguez González. Va ser fundador també de l'històric periòdic del PCE, Mundo Obrero, i de la revista Bolchevismo. L'octubre de 1925 acompanyà els dirigents d'Estat Català Francesc Macià i Josep Carner i Ribalta a Moscou per a entrevistar-se amb els dirigents de la Komintern.
Va ser el primer dirigent comunista espanyol que va poder dirigir el partit durant un lapse perllongat de temps, en aconseguir evitar les contínues batudes policials al partit i saber organitzar una estructura clandestina que va perdurar durant tota la Dictadura de Primo de Rivera. Serà reelegit en el III i IV Congrés del partit, celebrat aquest últim en Sevilla a mitjan març de 1932.
A partir d'aquell moment, va mostrar escassa simpatia per la línia estratègica de la Internacional Comunista, sent aquesta l'adoptada al V congrés per la majoria del partit a la qual acusava d'inoperant. Després del cop d'estat del general José Sanjurjo, el 10 d'agost de 1932, Bullejos va recolzar decididament la legalitat republicana i les diferències amb l'estratègia de la Internacional Comunista es van aprofundir, la qual cosa provocà que no fos ratificat pel congrés del PCE en la tardor de 1932, al costat dels seus companys del Comitè Central: Etelvino Vega, Gabriel León Trilla i Manuel Adame Misa.
El 1932 fou expulsat del PCE, on fou substituït en la secretaria per José Díaz Ramos. Després de la seva expulsió, el 1936 va ingressar en les Joventuts Socialistes d'Espanya, el PSOE i la UGT. Durant la República va escriure a Leviatán. Després de la creació de les Joventuts Socialistes Unificades (JSU), el PCE va aconseguir que en fos expulsat, encara que va mantenir la seva militància en el PSOE i la UGT. Durant la Guerra Civil no va exercir funcions d'especial rellevància, exiliant-se a Mèxic, on va passar la resta de la seva vida.
A Mèxic va obtenir un doctorat en Dret i Ciències Socials. Va dirigir també la Biblioteca d'Estudis Econòmics del Banc de Mèxic.

## Obres
- Europa entre dos guerras (1945)
- Movimientos y doctrinas sociales (1958)
- Problemas fundamentales de España (1966)
- España en la Segunda República (1967)
- La Comintern en España. Recuerdos de mi vida (1972).